# Сен-Сюльпис (Верхняя Сона)
Сен-Сюльпи́с (фр. Saint-Sulpice) — коммуна во Франции, находится в регионе Франш-Конте. Департамент — Верхняя Сона. Входит в состав кантона Виллерсексель. Округ коммуны — Люр.
Код INSEE коммуны — 70474.

## География
Коммуна расположена приблизительно в 340 км к юго-востоку от Парижа, в 50 км северо-восточнее Безансона, в 23 км к востоку от Везуля.
На западе коммуны протекает река Оньон, а на юге — река Роньон.

## История
Во время Великой французской революции коммуна называлась Ле-Валь-де-Се (фр. Le Val-de-Scey).

## Население
Население коммуны на 2010 год составляло 140 человек.
| 1962 | 1968 | 1975 | 1982 | 1990 | 1999 | 2010 |
| ---- | ---- | ---- | ---- | ---- | ---- | ---- |
| 107  | 99   | 112  | 113  | 108  | 99   | 140  |

## Администрация
| Период | Период | Фамилия       | Партия | Примечания |
| ------ | ------ | ------------- | ------ | ---------- |
| 2001   | 2003   | Анри Делавель |        |            |
| 2003   | 2014   | Ален Сеген    |        |            |

## Экономика

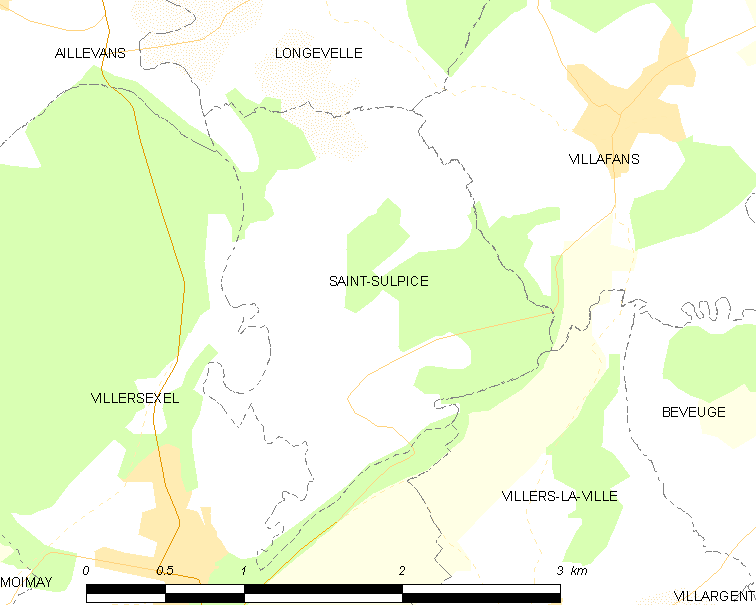
Карта коммуны

В 2010 году среди 94 человек трудоспособного возраста (15—64 лет) 64 были экономически активными, 30 — неактивными (показатель активности — 68,1 %, в 1999 году было 61,6 %). Из 64 активных жителей работали 55 человек (34 мужчины и 21 женщина), безработных было 9 (5 мужчин и 4 женщины). Среди 30 неактивных 7 человек были учениками или студентами, 15 — пенсионерами, 8 были неактивными по другим причинам.